# 十勝海岸湖沼群
十勝海岸湖沼群（とかちかいがんこしょうぐん、十勝海跡湖沼群）は、北海道十勝総合振興局管内の太平洋沿岸にある湖沼と周辺の湿地（沼沢湿原、低層湿原）で構成される湿地帯の総称である。湖沼は海湾の一部が砂の堆積により外海から切り離されてできた汽水の半陸封型海跡湖である。

## 関係自治体
- 中川郡豊頃町
- 広尾郡大樹町

## 構成

### 湖沼
- 長節湖 （豊頃町・137ha）
- 湧洞沼 （豊頃町・349ha）
- 生花苗沼 （大樹町・175ha）
- ホロカヤントウ沼 （大樹町・60ha）
- キモントウ沼 （大樹町・46ha）

### 湿地
- 十勝川河口湿原（豊頃町）
- 当縁湿原（大樹町）

## 保護
- 環境省選定生物多様性の観点から重要度の高い湿地（重要湿地）[3]
- 環境省選定生物多様性の観点から重要度の高い海域（重要海域）[4]
- 環境省選定ラムサール条約湿地潜在候補地[5]。
- 北海道指定鳥獣保護区[6]
- 北海道指定文化財（天然記念物）大津海岸トイトッキ浜野生植物群落[7]
- 北海道指定文化財（天然記念物）大津海岸長節湖畔野生植物群落[7]
- 豊頃町指定文化財（天然記念物）湧洞湖畔野生植物群落[7]

## アクセス
- 国道336号
- 北海道道912号大津長節線
- 北海道道1051号湧洞線
- 北海道道881号ホロカヤントー線